# تيموثاوس
تيموثاوس ومعنى اسمه باليونانية تكريم الله أو تقي الله Τιμόθεος/Τιμοθέος (بالإنكليزية Timothy)، هو أحد الأساقفة المسيحيين من القرن الأول الميلادي الذي توفي عام 97 م، اعتنق المسيحية أثناء تبشير بولس في لسترة الكائنة في مقاطعة لكاؤنية حوالي عام 46 م بينما تروي بعض القصص عن أنه كان أحد رسل المسيح السبعين، معظم ما نعرفه عنه قادم مما دون في العهد الجديد في سفر أعمال الرسل وفي بعض الرسائل المنسوبة لبولس.

## تيموثاوس في الكتاب المقدس
كان تيموثاوس قد تربى على يد أمه أفنيكي وجدته لوئيس وهما يهوديتان صالحتان لقناه الكتب المقدسة  أما والده فلا يوجد لدينا معلومات عنه أكثر من أنه كان يونانيا. لم يكن تيموثاوس مختونا عندما دخل المسيحية ولكنه اختتن فيما بعد بطلب من بولس لكي يستطيع اصطحابه معه إلى أماكن تجمع اليهود لأنهم كانوا يعلمون أن أباه يوناني الجنس ، وكان بولس يرغب بأن يرافقه تيموثاوس في أسفاره التبشيرية لِما رأه فيه من إيمان وغيرة روحية  وكان معروفا في الجماعة المسيحية بتقواه ، فسافرا معا إلى غلاطية وتراوس وفيلبي ثم إلى تسالونيكي ومكث بعدها تيموثاوس في بيرية بينما رحل بولس عنها صوب أثينا بطلب من المسيحيين هناك  ولكن بولس أرسل إليه فلحق به إلى مكدونية وكورنثوس، وقبل أن يبدأ بولس رحلته التبشيرية الثالثة قام بإرساله إلى مكدونية.
ورد اسم تيموثاوس في عدد من الرسائل المنسوبة لبولس الرسول، فكانت الرسالة توجه لكنيسة معينة باسم بولس وباسمه ، كما مر ذكره وهو يبعث بسلامه إلى كنيسة روما في ختام الرسالة الموجهة إليها.
وبحسب الرسالة الأولى إلى أهل كورنثوس فإن بولس قام بإرسال تيموثاوس إليهم قبل أن يكتب الرسالة  لكي يذكرهم «بطرقه في المسيح»، ثم أرسله أيضا بعد أن كتبها ، وفي الرسالة الموجهة إلى أهل فيلبي عبر كاتبها عن رغبته بإرسال تيموثاوس إلى تلك الكنيسة لكي يطمئن على أحوالها ، وكان قد أرسل أيضا إلى تسالونيكي وأخبر بولس عن ثبات التسالونيكيين على الإيمان والمحبة. وفي الرسالة إلى العبرانيين يشير كاتبها إلى أن تيموثاوس كان معتقلا ولكنه قد تم إطلاق سراحه. ومن سياق رسائل بولس نجد بأنه كان يجمعه مع تيموثاوس علاقة أبوية وطيدة حيث كان يدعوه «ابني» والابن الصريح في الإيمان «والابن الحبيب» و«الأمين». وهناك رسالتين من الرسائل البولسية (سفرين في العهد الجديد) موجهة لتيموثاوس.

## تيموثاوس في التقليد الكنسي
بحسب التقليد الكنسي فأن بولس الرسول عين تيموثاوس أسقفا وراعيا على كنيسة أفسس وذلك بين عامي 63 و65 م، حيث خدم هناك 15 سنة وبسبب تبشيره بالمسيحية ومقاومته لعبادة الأوثان هجم عليه الوثنيون وضربوه وسحلوه في الشوارع ثم رجموه حتى الموت عام 97 م وكان يناهز الثمانين من العمر. وفي القرن الرابع نُقل جثمانه إلى كنيسة الرسل القديسين في القسطنطينية، وتعترف به كقديس كل من الكنائس الكاثوليكية وتعيد له في 26 يناير/كانون الثاني، والأرثوذكسية وتعيد له في 22 يناير/كانون الثاني وعدد من الكنائس البروتستانتية.

## مواضيع ذات صلة
- رسالة بولس الرسول الأولى إلى تيموثاوس.
- رسالة بولس الرسول الثانية إلى تيموثاوس.